# Freestyle Script

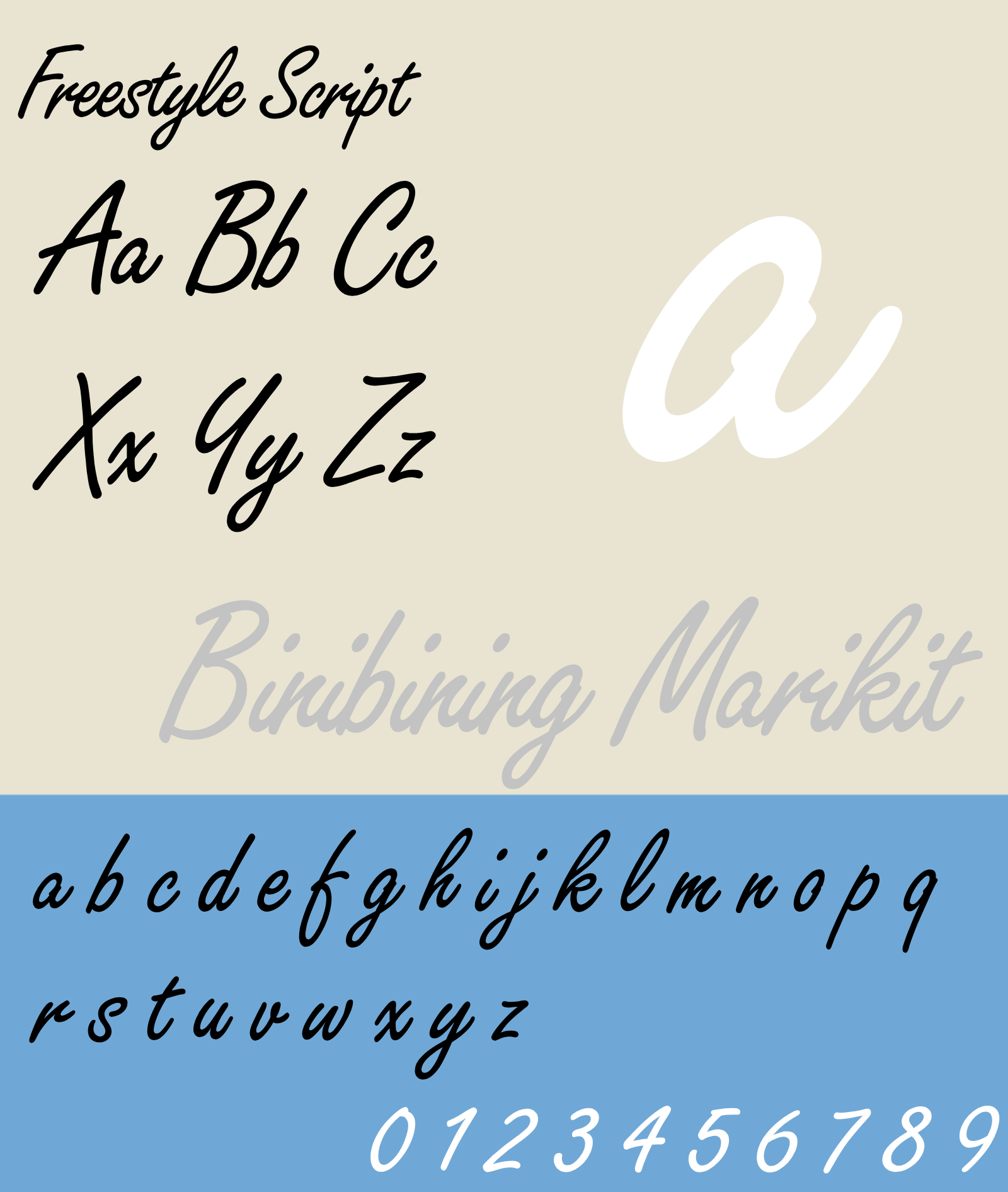
Freestyle Script Plain

A Freestyle Script egy kurzív betűkép, amelyet Martin Wait tervezett 1981-ben. Kiadója az Adobe, az ITC és a Letraset. A félkövér változatot 1986-ban tervezték. A Freestyle Script négy változata a Regular, a Bold, az SH Reg Alt és az SB Reg Alt.